# Epigenész Gnomonikosz
Epigenész Gnomonikosz (i. e. 1. század) görög csillagász.
Büzantionból származott. Munkái elvesztek, de idősebb Plinius és Seneca mint tekintélyes írót említik, sőt az utóbbi több, üstökösökre vonatkozó részletet közöl tőle. E részletekből kiderül, hogy Epigenész ismeretei a kháldeus hagyományokon nyugodtak.